# Ramirezella ornata
Ramirezella ornata är en ärtväxtart som beskrevs av Charles Vancouver Piper. Ramirezella ornata ingår i släktet Ramirezella och familjen ärtväxter. Inga underarter finns listade i Catalogue of Life.